# Magma (comics)
Pour les articles homonymes, voir Magma.
Amara Aquilla, alias Magma, est une super-héroïne évoluant dans l'univers Marvel de la maison d'édition Marvel Comics. Créé par le scénariste Chris Claremont et le dessinateur Bob McLeod (en), le personnage apparaît pour la première fois dans le comic book New Mutants (vol. 1) #8 en octobre 1983, et est appelé Magma dans le numéro 10.

## Historique des publications
Magma a fait ses débuts dans The New Mutants #8 (Octobre 1983), apparaissant régulièrement dans ce titre jusqu'à The New Mutants #57 (Novembre 1987) lorsqu'elle quitte le super-groupe titulaire pour rejoindre leurs rivaux, les Hellions. Avec les autres Nouveaux Mutants, elle est apparue comme personnage secondaire occasionnel dans Uncanny X-Men, avec le numéro 189 (1985) comme numéro saillant mettant en vedette son conflit avec Séléné au Club des damnés. Après avoir été exclu de la distribution régulière, The New Mutants a présenté deux histoires solo de Magma, occupant l'intégralité de The New Mutants # 62 (Avril 1988) et The New Mutants # 81 (Novembre 1989). Ce dernier était un numéro de remplacement écrit alors qu'elle était encore un membre régulier de la distribution.
Magma est apparue rarement au cours des années 1990 mais a participé au crossover "Child's Play" via X-Force #32-33 et The New Warriors #45-46 (1994). Dans X-Force #87-90 (1997), Magma est apparue comme une antagoniste de ses anciens coéquipiers, mais sa personnalité méchante a été de courte durée lorsqu'elle est revenue à son affiliation avec les X-Men dans une publication semi-régulière New Mutants Vol. 2 #3-4, #7-8, #11 et #13 (2003-2004) et en tant que membre de l'équipe dans X-Treme X-Men #34-46 (2004). Magma a ensuite figuré en bonne place en tant que membre des 198 mutants restants sur terre dans la série limitée X-Men : The 198 #1-5 (2006), puis dans Young X-Men #1-6 (2008) jusqu'au retour à la publication mensuelle régulière de New Mutants Vol. 3 #1 (2009) dans lequel elle est restée un personnage régulier jusqu'au numéro 50 (2012).

## Biographie du personnage

### Origines
Amara Aquilla est originaire d'un petit pays reclus dans la forêt amazonienne, Nova Roma (« Nouvelle Rome »), une colonie de la République romaine qui aurait été fondée peu de temps après la mort de Jules César en 44 av. J.C. par une garnison romaine ayant voyagé près des côtes du Brésil. La colonie est cachée dans les forêts amazoniennes du Brésil moderne et était dirigée jusqu'à récemment par l'immortelle sorcière Séléné. Amara est la fille d'un politicien, Lucius Antonius Aquilla. Il était vraisemblablement membre de la gens historique Antonia qui prétendait descendre d'Anton, fils d'Hercule et était à la tête de l'opposition face au règne tyrannique de Séléné. Ayant grandi à Nova Roma, Amara a des cheveux blonds bouclés et portait une toge romaine blanche traditionnelle.
Prise dans une lutte de pouvoir meurtrière entre Séléné et son père, elle se déguise en indigène brésilienne et est capturée par les Nouveaux Mutants qui découvrent bientôt sa véritable identité.
Amara découvre ses pouvoirs quand Séléné choisit de la sacrifier en la jetant dans un volcan. Amara est vaincue par Séléné, mais sauvée plus tard par les Nouveaux Mutants et adopte le nom de « Magma » comme identité héroïque. Elle parvient à contrôler ses pouvoirs avec l'aide des Nouveaux Mutants. À la demande de son père, elle quitte son foyer pour suivre les jeunes héros et découvrir le monde moderne, guidée par le professeur Xavier.

### Nouveaux mutants
Après la visite des Nouveaux Mutants à Nova Roma, Magma entre officiellement dans l'école de Xavier et rejoint les Nouveaux Mutants. Elle envahit le siège new-yorkais du Club des damnés pour combattre Séléné. Elle est trompée et se joint à une compétition de gladiateurs organisée par le fou Roi d'ombre. Elle s'associe à Solar. Finalement, les efforts de ses autres amis la libèrent, elle et Solar, du contrôle sectaire des jeux.
Prenant les Nouveaux Mutants pour les X-Men, l'Enchanteresse et Loki les kidnappent pendant leurs vacances en Grèce et les emmène à Asgard. Le sort de téléportation créé par Magik tourne mal lorsqu'il est bloqué par le pouvoir de l'Enchanteresse. Projetée à travers le temps et l'espace, Magma se retrouve dans le royaume elfique. Ils la trompent pour qu'elle mange et boive, faisant ainsi d'elle l'une des leurs, corps et esprit. Elle participe à un raid sur les nains asgardiens, où elle est vaincue par Rocket. Les nains, reconnaissants envers Rocket, restaurent l'esprit de Magma, mais ils ne peuvent pas restaurer son corps. Cela devient sans importance lorsque l'équipe est renvoyée chez elle, toutes les modifications magiques étant inversées,. Quelque temps plus tard, elle rencontre Hercule, découvrant qu'il est l'un des dieux qu'elle adorait.
Après un certain temps, Magma reconnaît sa grand-mère, "plusieurs fois enlevée" dans une statue représentant l'ancienne divinité lunaire Séléné. La sorcière Sélène s'approche d'elle pour lui affirmer avoir été à la fois le modèle de la statue et l'ancêtre en question. Magma et les Nouveaux Mutants affrontent Emma Frost et ses adolescents surpuissants, les Hellions, à plusieurs reprises. Malgré la cruauté de l'Hellion Empath, Magma développe une attirance envers lui. Elle le reconnaît et est bouleversée par ses sentiments. Peu de temps après, Magma quitte les Nouveaux Mutants et rejoint les Hellions.

### Hellions
Elle s'entraîne avec les Hellions et retourne en Amérique du Sud avec Empath. Elle révèle plus tard aux Nouveaux Mutants que son père a arrangé ses fiançailles avec un prince sud-américain. Elle est capturée par les agents du Maître de l'évolution, le Dr Stack et Purge, mais est sauvée par les Nouveaux Mutants.
Il est révélé plus tard que Nova Roma n'est pas romaine, mais a été créée par Sélène en utilisant le contrôle mental sur des citoyens britanniques pour recréer Rome, et que le vrai nom de Magma est Allison Crestmere. Perturbée par cette découverte, et alors facilement influençable (car exposée très longtemps aux pouvoir d'Empath), elle est pendant un court moment membre des Nouveaux Hellions de King Bedlam et affronte X-Force.
Elle disparaît ensuite de la circulation, pour réapparaître, victime de miliciens anti-mutants, crucifiée devant l'Institut Xavier. Elle est sauvée de la mort par les nouveaux pouvoirs du X-Man Angel, mais tombe dans un profond coma. Elle est réveillée par le jeune Elixir, contre l'avis de Xavier. Complètement déboussolée, elle détruit l'infirmerie et s'échappe dans la nature.

### X-Men
Lorsqu'elle arrive finalement à Los Angeles, elle y rencontre Rocket, qui avait rejoint une équipe dissidente de X-Men, X-Treme X-Men. Elle aide cette équipe pendant un certain temps, et lorsque l'identité d'"Allison Crestmere" est évoquée par Rocket, Magma révèle que la guérison d'Elixir avait supprimé la personnalité d'"Allison", elle se rend maintenant compte que c'était, en fait, une tromperie.
Amara retourne à l'Institut Xavier et devient enseignante. Lorsque son amie Félina doit partir, Magma reprend son rôle de conseillère des Paragons.
Magma fait partie du X-Treme Sanctions Executive, même si elle n'est jamais vue comme participant à des missions.

### M-Day
Le jour du M-Day, Magma est le témoin de la mort de son petit ami, Antonio Argent, brûlé vif dans un volcan alors qu'il perdait ses pouvoirs. Sa mort la rendant folle de douleur, elle provoque une éruption près d'une ville toute proche. Elle est plus tard appréhendée par Empath et amenée à l'Institut Xavier où elle partage une tente avec Skids et Outlaw. Elle est alors manipulée par le mutant Johnny Dee et devient son esclave romantique, jusqu'à la mort du voyou. En raison de son expérience antérieure de contrôle émotionnel, elle blâme à tort Empath qui nie ses accusations.
Peu après, elle commence une liaison avec Iceberg, pour en finir définitivement avec ses sentiments pour Empath.

### Jeunes X-Men
Avec les anciens Nouveaux Mutants, Danielle Moonstar, Rocket et Solar, Magma semblait être membre de la nouvelle incarnation de la Confrérie des Mutants, comme le prétend Cyclope. Elle est l'un des premiers membres ciblés par la nouvelle équipe des X-Men, composée principalement d'anciens étudiants de l'Institut Xavier. Pendant la bataille, Amara transforme Dust en verre en surchauffant sa forme de sable, brise Rockslide (qui se reforme plus tard) et est finalement éliminée par Wolf Cub. Elle est détenue dans une cellule de détention sous la garde de Cyclope. Il est finalement révélé que "Cyclope" est en réalité Donald Pierce, l'ancien Valet Blanc du Club des damnés, qui se fait passer pour le leader des X-Men à l'aide d'un inducteur d'image. Les raisons pour lesquelles Pierce a recruté ces "X-Men" sont actuellement inconnues, mais il a été révélé que Pierce a utilisé la ruse selon laquelle Magma et ses alliés ont formé une nouvelle Confrérie afin de convaincre les anciens étudiants d'attaquer leurs anciens professeurs et alliés. Elle aide plus tard à le capturer puis déménage à San Francisco.

### Reformation des Nouveaux Mutants
Après avoir reçu une information anonyme dans le Colorado concernant un jeune mutant mettant en danger une petite ville, Dani et Shan sont envoyés pour enquêter et calmer les habitants. Au cours de leur mission, Magik réapparaît à la base des X-Men à San Francisco après s'être téléportée dans le futur après les événements de "X-Infernus". À son retour, Magik informe Sam et Roberto que Shan et Dani sont en difficulté, une situation qui entraînera leur mort. Amara rend visite à Empath dans sa cellule lorsqu'elle est rappelée par Sam. Amara se demande si Illyana est la vraie Illyana. Sam rassemble une équipe de X-Men composée de lui-même, Sunspot, Magma et Magik pour aller retrouver Dani et Shan. En route, Illyana demande à Magma pourquoi elle rend visite à Empath dans sa cellule depuis qu'il a essayé de tuer ses amis et lui demande si elle l'aime toujours. Magma hésite à répondre et Magik l'accuse d'avoir toujours des sentiments pour Empath.
En cherchant Shan et Dani dans le Colorado, les filles se séparent et Sam et Roberto rencontrent Shan ligotée et inconsciente au fond d'un bar, tandis que Magik et Magma sont amenés à libérer Légion d'une boîte. Les personnalités dans l'esprit de la Légion veulent tuer Dani parce qu'elle peut aider Légion à les contrôler. Légion localise Dani dans une cellule de prison et est sur le point de la tuer lorsque Sam l'arrête. Légion est forcé de sortir où il distrait Sam et Solar tout en essayant à nouveau de tuer Dani, pour être arrêté par Magma et Magik. Après que Légion ait éliminé Solar, Magma attaque Légion, qui parvient à contrer ses attaques en lui donnant extrêmement froid, la mettant hors combat.

### Utopia
Magma est mentionné par Pixie comme l'un des premiers mutants téléportés sur Utopia, la nouvelle île des X-Men. Elle est vue plus tard aux côtés de Match lors du combat final contre les forces de Norman Osborn, jetant du feu sur Venom, ainsi qu'en allumant une petite zone en feu autour de Colossus pendant son combat avec Venom.

### Necrosha
Magma est la cible de Séléné, qui veut sa mort. Séléné envoie Cypher, l'ancien coéquipier de Magma, pour la tuer. Après être entré par effraction dans sa chambre, il surprend Amara, la battant vicieusement jusqu'à ce qu'elle perde connaissance et traînant son corps jusqu'à la cuisine pour que les coéquipiers d'Amara puissent le voir avant de les engager dans la bataille. Pendant le combat, les Hellions décédés se présentent pour récupérer Doug tandis que les Nouveaux Mutants se téléportent. Les Nouveaux Mutants se séparent, Dani et Solar emmenant Amara au laboratoire médical d'Utopia. En chemin, ils sont attaqués par Feral, qui est rapidement éliminé par Solar et Dani. En arrivant au laboratoire, le Docteur Némésis injecte à Amara un sérum qui active ses pouvoirs et guérit la plupart de ses blessures.
Alors qu'elle se remet encore de ses blessures, Doug arrive pour s'excuser. Au début, Amara lui dit de partir, mais il convainc Amara de l'écouter en communiquant avec elle dans un langage spécial qu'il a conçu pour elle. Elle le remercie ensuite et lui souhaite la bienvenue.

### Second Coming
Lorsque Cable et Hope Summers reviennent du futur, Bastion et ses Purificateurs tentent de les tuer. Les Nouveaux Mutants sont envoyés pour recueillir des informations sur les armes produites par Cameron Hodge à Saint-Louis. Après son retour sur Utopia, Amara entend une série d'explosions, et elle, Namor et X-23 découvrent que Donald Pierce a détruit le hangar des X-Men. Amara se rend ensuite avec une équipe de X-Men pour aider à San Francisco lorsque la ville est entourée d'un dôme géant et impénétrable. En découvrant une sphère géante sur le Golden Gate, les X-Men enquêtent et plusieurs Nemrod Sentinelles émergent. Après avoir vaincu la première flotte de Nemrods, Amara monte la garde avec plusieurs autres X-Men, en attendant davantage.

### Chute des Nouveaux Mutants
Après les événements de "Second Coming", les Nouveaux Mutants prennent des vacances, qui sont interrompues lorsque Magik découvre que Pixie a été kidnappée par une mystérieuse faction militaire connue sous le nom de Project Purgatory. Après avoir parcouru les Limbes pendant des jours à sa recherche, les Nouveaux Mutants sont attaqués par les bébés mutants rassemblés pendant "Inferno", maintenant adultes travaillant avec le Project Purgatory. Pendant le combat, Amara est la dernière à être capturée après que Trista ait utilisé Face pour l'assommer. Amara est alors retenue captive avec Solar. Finalement, Illyana est placée dans leur cellule et après que Roberto lui ait demandé comment Amara meurt, Illyana lui dit qu'elle ne l'aime pas comme il l'aime et lui demande d'écouter attentivement.

### Avènement des Nouveaux Mutants
Après que Magik, Pixie et Karma se soient échappés vers Utopia, Amara reste captive du Projet Purgatory avec les Nouveaux Mutants restants dans les Limbes. Elle est finalement libérée par Dani et en sortant du complexe, elle voit que le Projet Purgatory a invoqué les Dieux Anciens et a creusé un trou jusqu'à la Terre. Amara voit la version passée de Magik qui a aidé à reformer les Nouveaux Mutants et essaie de l'avertir de ce qui va arriver, mais est arrêtée par Roberto. Il révèle que si elle va seule avertir Illyana, elle mourra. En travaillant ensemble, Solar repousse une horde pendant qu'Amara se rend auprès d'Illyana. Trois jours plus tard, on voit Amara s'occuper de Roberto à l'infirmerie.

### Unfinished Business
Après que Dani Moonstar ait appris que Cyclope maintenait toujours les Nouveaux Mutants ensemble pour régler certaines des affaires inachevées des X-Men ; plusieurs membres partent en raison de blessures ou de problèmes personnels. Magma reste dans l'équipe aux côtés de Dani Moonstar, Cypher, Warlock et Solar. Leur première mission est de retrouver X-Man, qui a été kidnappé par Sugar Man.

### Fear Itself
Après que Dani ait été invoquée à Hel par Hela lors d'une attaque des Draumar, Amara et le reste des Nouveaux Mutants partent à sa recherche. Ils demandent l'aide de Magik, qui leur indique un sort qui peut amener l'équipe à Hel. Cypher exécute le sort mais transporte accidentellement l'équipe dans l'enfer de Méphisto. Pendant son séjour, Méphisto s'intéresse particulièrement à Amara. Solar tente de l'attaquer alors qu'il ne veut pas laisser l'équipe tranquille, mais Amara intervient. Impressionné par la démonstration de pouvoir d'Amara, Méphisto s'excuse et propose d'aider l'équipe en échange d'un seul rendez-vous avec elle. Les autres membres de l'équipe déconseillent l'accord, mais Amara accepte. D'un simple mouvement du poignet, l'équipe est téléportée à Hel.
En arrivant à Hel, Solar est bouleversé qu'Amara ai conclu un accord avec le diable lorsqu'ils découvrent une bataille à l'extérieur du palais d'Hela entre les morts-vivants et les Draumar. Après avoir trouvé Dani et Hela, les Nouveaux Mutants repoussent le Draumar et Hela ramène l'équipe en Utopia.

### Regenesis
À la suite des événements de X-Men: Schism, Amara discute de l'idée d'aller à Westchester avec Solar. Bobby évoque l'idée de fonder un logement à San Francisco, mais elle refuse. Plus tard, elle emménage avec le reste des Nouveaux Mutants lorsqu'ils décident de s'installer ensemble dans la ville. Amara participe plus tard à une mission pour localiser Blink et utilise ses capacités pour arrêter un tremblement de terre. Pendant la mission, elle fait comprendre à Bobby qu'elle ne s'intéresse plus à lui.
À cette époque, Méphisto vient recouvrer sa dette et accompagne Magma à leur rendez-vous. Emmenant Amara dans le troisième cercle de l'enfer, il va trop loin en essayant de l'impressionner, mais Amara est dépassée ; révélant qu'elle a trop peur pour profiter du rendez-vous au cas où il essaierait de la tromper dans un autre accord. Méphisto choque Amara en révélant que bien qu'il soit la personnification du mal, il ressent des émotions humaines et veut juste avoir un rendez-vous normal. De retour à San Francisco pour continuer leur rendez-vous, ils finissent par passer un bon moment et Méphisto lui demande s'il peut la rappeler.
Quelque temps plus tard, Cypher fait un cauchemar concernant l'Ani-Mator ; l'équipe retourne à Paradise Island et découvre que celle-ci a radicalement changé. Ils localisent Bird-Brain qui attaque et infecte l'équipe avec un virus. Pendant la mission, Bobby fait plusieurs remarques passives-agressives sur la relation d'Amara avec Méphisto. Bobby finit par s'effondrer d'épuisement et Amara prend soin de lui. Le couple est partiellement assimilé au nouveau corps de l'Ani-Mator mais est libéré grâce à Cypher et Warlock.
Blink revient finalement rendre visite à l'équipe et les emmène à Madripoor pour des vacances. Pendant le voyage, Amara révèle à Clarice qu'elle voit toujours Méphisto et lui demande de n'en parler à personne. Finalement, la relation de Méphisto avec Magma s'effondre après qu'elle a découvert ses relations avec les Disir, ce qui l'a amenée à annuler toute chance de poursuivre leur relation, à son grand dam.

### Fearless Defenders
Après la dissolution des Nouveaux Mutants, Dani rejoint une nouvelle incarnation féminine des Défenseurs. Pendant un moment de repos, Dani invite Amara en Nouvelle-Amazonie où elle commente que cela lui rappelle Nova Roma. Durant son séjour, Hippolyta explique qu'elle a été chargée par les Seigneurs de la Mort de reconstruire les rangs des Amazones en échange de sa résurrection. Le lendemain matin, la Nouvelle Amazonie est attaquée par Aradnea, Echidna et les monstres marins d'Echidna sur ordre de Caroline Le Fey. Amara déclenche ses pouvoirs et les dirige droit vers le plus grand. Une fois les monstres vaincus, Caroline révèle que l'attaque était un test et propose de devenir la reine des Amazones.

### X-Men: Gold
À la suite du conflit entre mutants et inhumains , la militante anti-mutants Lydia Nance a engagé Mesmero pour constituer une nouvelle Confrérie des Mauvais Mutants, dont elle utilise les actes de terrorisme pour propulser sa plateforme. Magma se révèle être l'un des membres lorsqu'ils attaquent les Nations unies et sont confrontés à l'équipe de X-Men de Kitty Pryde. Magma et la Confrérie finissent par s'échapper et par enlever le maire de New York, Bill de Blasio. Les X-Men ont également découvert que Mesmero avait utilisé ses pouvoirs pour laver le cerveau des membres de sa Confrérie afin qu'ils rejoignent l'équipe et les forcent à mener ces attaques. Une fois son contrôle rompu, la Confrérie de Mesmero fut dissoute et, à l'exception d'Amara, le reste de l'équipe fut remis au SHIELD, conduisant finalement à sa dissolution. À la suite de cette épreuve, Amara décide de rester avec les X-Men pour récupérer.
Plus tard, lorsque Rachel Summers est blessée lors d'une mission, Amara est vue en train de veiller sur elle dans l'infirmerie avec Cecilia Reyes, montrant une grande inquiétude quant à son état. Elle est ensuite rappelée dans l'infirmerie lorsque les marques de chien de Rachel réapparaissent sur son visage.
Mesmero s'échappe finalement de la Boîte, une prison conçue pour détenir des mutants et persuade les nouveaux Pyro et Avalanche de l'aider à se venger de Lydia Nance en l'attaquant lors d'une collecte de fonds. Magma demande à rejoindre la mission, mais Kitty exprime son inquiétude à l'idée de l'avoir avec elle, craignant qu'elle ne soit émotionnellement compromise. Kitty ordonne à Diablo de garder un œil sur elle et ils se téléportent vers le yacht ; Amara ignore les ordres et se dirige droit vers Mesmero qui l'assomme. Kurt téléporte son corps inconscient au manoir et elle n'est pas présente lorsque le reste des X-Men sont arrêtés et emprisonnés.
Après avoir récupéré, Amara rejoint l'équipe intérimaire d'Iceberg composée de Malicia, Ink, Armor, Magik et du nouveau Pyro, Simon Lasker. Leur première mission en équipe est d'arrêter le Shredded Man. Une fois la mission terminée, ils se dirigent vers Paris, en France, pour arrêter le Scythian. Ils font équipe avec Captain Britain et Meggan pendant que Magik va chercher les X-Men emprisonnés. En travaillant ensemble, ils parviennent à l'envoyer dans les Limbes.

### House of X / Powers of X
Magma devint plus tard une résidente de la nation mutante de Krakoa pendant "House of X". Durant son séjour, elle rejoint les Nouveaux Mutants pour une mission visant à amener des mutants de sa ville natale de Nova Roma à Krakoa et à sauver un jeune mutant de Carnelia qui ne pouvait pas contrôler ses pouvoirs,. Elle a également tenté de provoquer une éruption volcanique pour aider à libérer les mutants qui étaient injustement emprisonnés dans la Fosse de l'Exil.

## Autres versions

### L'Ère d'Apocalypse(Terre-295)
À l' ère de l'Apocalypse, Amara, comme beaucoup d'autres jeunes mutants, est recrutée par Apocalypse et devient l'un de ses assassins. Fanatique et contrôlant totalement ses pouvoirs, Magma est envoyée à Londres pour éliminer la direction du Haut Conseil Humain. L'attaque est déjouée par Weapon X, qui tue Amara. La tentative d'assassinat est en fait une provocation de la part d'Apocalypse, qui souhaite que le Haut Conseil Humain rassemble ses flottes, les rendant plus vulnérables à la destruction.

### L'Ère de X-Man
Dans la série Age of X-Man, Magma et les autres ont été transportés dans un autre plan d'existence par X-Man créé dans une tentative d'utopie où eux et tous les autres mutants seraient en paix, modifiant leurs souvenirs pour qu'ils ne soient pas tenté de résister. Magma est devenue la principale coordinatrice des cascades de tous les films tournés au Studio X, qui mettaient principalement en vedette les acteurs Diablo et Meggan Puceanu.
Amara a flirté avec Kurt et lui a demandé d'aller au dîner des fans, ce qui a ennuyé Meggan parce qu'elle l'aimait aussi. Plus tard au dîner, Amara a défendu les Stepford Cuckoos, affirmant que le studio ne fonctionnerait pas aussi bien si les filles n'étaient pas là, après qu'un groupe ait été dégoûté par la façon dont les sœurs affichaient leur relation familiale.
Bien qu'on ne le voit pas, Magma a vraisemblablement été renvoyé dans le monde réel lorsque X-Man a décidé de libérer les mutants qu'il avait forcés à vivre dans son plan d'existence.

### Days of Future Past
Dans une version alternative de Days of Future Past, une guerre entre mutants et humains normaux, déclenchée par ces derniers, aboutit à une victoire mutante grâce à une alliance entre l'Institut Xavier et le Club des damnés. Magma et Solar deviennent les arbitres en chef du Lords Cardinal et créent un état idyllique pour les mutants, tandis que les humains ordinaires sont livrés à eux-mêmes. Les mutants nés d'humains normaux sont enlevés à leurs parents et ceux qui s'opposent à Magma et Solar subissent un lavage de cerveau par les agents du Club des damnés.

### X-Men: The End
Dans X-Men : The End, Magma se bat aux côtés des autres X-Men contre les Warskrulls qui envahissent le manoir.

### Ultimate Marvel(Terre-1610)
Magma Ultimate est présenté comme une ancienne prisonnière mutante de Camp Angel et a rejoint la résistance de Kitty Pryde. Elle est vue plus tard comme faisant partie d'une équipe X-Men reformée, cherchant à quitter Manhattan lorsque Galactus attaque. Cependant, toute l'équipe X-Men est recrutée par le SHIELD qui a principalement besoin de Kitty, on voit plus tard Magma défendre Utopia contre des membres de la milice,.

### New Exiles (Terre-6706)
Amara Aquilla est la présidente de la Terre, sa Maison Blanche étant située sur la Lune terraformée qui possède une atmosphère respirable,.

### What If...? (Terre-904)
Amara fait partie des mutants ayant choisi de rester sur Asgard après l'avoir visité.

### Terre-8510
Le Roi d'Ombres, tout en possédant Karma, a pris le contrôle des Nouveaux Mutants au cours d'une bataille et les a obligés à faire ce qu'il voulait pendant des années, y compris Magma.

### Terre-8591
Amara était l'une des nombreuses personnes transformées par le sortilège de Kullan Gath. Séléné a utilisé sa magie pour prendre le contrôle mental d'Amara et échanger d'apparence physique avec elle.
Pensant qu'Amara était Séléné, Gath kidnappa Amara, lui enleva par magie la bouche et remplaça ses bras par des tentacules pour l'empêcher d'utiliser la magie.

### Humorverse (Terre-9047)
Smegma fait partie des X-Persons,,.

### Days of Present Future (Terre-TRN350)
La Magma de cette réalité suit le même parcours que son homologue de la Terre-616 jusqu'au moment où Bastion et son armada de Nimrod Sentinelles envahissent Utopia et réussissent à éliminer Hope Summers, ce qui entraîne la mort de nombreux mutants ainsi que Magma elle-même.

## Pouvoirs et capacités
Amara Aquilla est une mutante possédant un puissant pouvoir géothermique. Elle peut contrôler les plaques tectoniques de surface et le mouvement de la Terre, ce qui cause de petits séismes localisés et des éruptions rapides de lave.
- Magma ressent les chocs telluriques et peut donc détecter les mouvements de choses lourdes à proximité.
- En utilisant ses pouvoirs, elle prend généralement une forme énergisée émettant une intense chaleur, comme si elle était recouverte de lave en fusion. Elle ne craint pas les flammes et les brûlures.
- Lorsqu'elle est en contact avec le sol, son corps conserve des propriétés régénérantes constantes, ce qui la protège des étreintes vampiriques (comme celle de Séléné). Ce don ne la protège pas des blessures profondes, et elle peut mourir si le choc physiologique est trop important.
- Quand sa forme humaine est gravement blessée, elle peut cautériser et soigner ses plaies en prenant sa forme de lave.

En complément de ses pouvoirs, elle parle le latin et est une bretteuse accomplie.

## Réception
En 2014, Entertainment Weekly a classé Magma au 79ème rang dans sa liste «Classons tous les X-Man de tous les temps».

## Apparitions dans d'autres médias
Sauf indication contraire, les informations mentionnées dans cette section peuvent être confirmées par la base de données cinématographiques IMDb,  présente dans la section « Liens externes ».

### Télévision
- 2000 - 2003 : X-Men: Evolution (série d'animation) doublée en VO par Alexandra Carter (en) et en VF par Esther Aflalo.
- 2009 : Wolverine et les X-Men : "Le Voleur volé" (série d'animation) doublée en VO par Kari Wahlgren.

### Jeu vidéo
- 2004 : X-Men Legends doublée par Cree Summer[98].